# Effingen
Effingen es una localidad situada en la comuna de Böztal, en el distrito de Laufenburg, cantón de Argovia, Suiza. Tiene una población estimada, a fines de 2021, de 618 habitantes.
Fue una comuna independiente hasta el 31 de diciembre de 2021.